# Република Афганистан
Република Афганистан (на пущунски: د أفغانستان جمهوریت) е първата провъзгласена афганска република, създадена през 1973 г., след като Мохамед Дауд Кан сваля своя братовчед, крал Мохамед Захир Шах чрез ненасилствен преврат. Дауд е известен с прогресивната си политика и се опитва да модернизира страната с помощта както на Съветския съюз, така и на Съединените щати.
През 1978 г. е извършен военен преврат, известен като Априлска революция, подбуден от комунистическата Народна демократична партия на Афганистан, в който са убити Дауд и неговото семейство. „Републиката на Дауд“ впоследствие, е последвана от про-съветската Демократична република Афганистан.

## История

### Формиране
През юли 1973 г., докато Мохамед Захир Шах е в Италия за операция на окото, неговият братовчед и бивш министър-председател Мохамед Дауд Кан организира държавен преврат и създава републиканско правителство. Дауд е принуден да подаде оставка като премиер от Захир Шах десетилетие по-рано. Кралят абдикира на следващия месец, вместо да рискува избухване на гражданска война.

### Политически реформи
Същата година бившият министър-председател на Афганистан Мохамед Хашим Маюанвалва е обвинен в заговор за преврат, макар че не е ясно дали планът всъщност е насочен към новото републиканско правителство или до тогавашната монархия. Маюанвалва е арестуван и се предполага, че извършва самоубийство в затвора преди неговия процес, но широко разпространеното вярване е, че е изтезаван до смърт.
След превземането на властта, президентът Мохамед Дауд Кан създава своя собствена политическа партия – Националната революционна партия. Тази партия е единствената легална в страната. Лоя Джирга одобрява новата конституция за създаване на президентска еднопартийна държава през януари 1977 г., при която политическите опоненти биват преследвани с насилие.

### Възходът на комунизма
По време на президентството на Дауд, отношенията със Съветския съюз се влошaват. Смята се, че преминаването към приятелство със запада е опасно.
През 1976 г. Дауд установява седемгодишен икономически план за страната. Той започва военни програми за обучение с Индия и разговори за икономическо развитие с Иран. Дауд също така насочва вниманието си към богатите на петрол страни от Близкия изток като Саудитска Арабия, Ирак и Кувейт, сред другите за финансова помощ.
Дауд обаче постига малко от онова, което трябва да постигне през 1978 г. Афганистанската икономика няма истински напредък и жизненият стандарт не нараства. Дауд получава и много критики за своята конституция на единна партия през 1977 г. Комунистически-симпатизиращите армейски служители до този момент вече планират действия срещу правителството. Според Хафизула Амин, който става държавен глава през 1979 г., Народната демократична партия започва да планира преврата през 1976 г., 2 години преди да се осъществи.

### Априлска революция
Народната демократична партия завзема властта при военен преврат през 1978 г., който е известен като Априлска революция. В ранните часове на 27 април 1978 г. военни части, верни на военното крило на НДП, щурмуват двореца в Кабул. Превратът е стратегически планиран да започне в четвъртък 27 април, защото това е денят преди петък – мюсюлманския ден за поклонение, а повечето военни командири и правителствени служители не са на служба. С помощта на няколко самолета на военно въздушните сили в Афганистан, които са предимно съветски МиГ-21 и Су-7s, войските преодоляват съпротивата на президентската гвардия и убиват Мохамед Дауд Кан и повечето членове от неговото семейство.
Нур Мухамад Тараки, генерален секретар на НДП, е обявен за председател на Президиума на Революционния съвет и ефективно е наследник на Мохамед Дауд Кан като държавен глава. Той става държавен глава на новосъздадената Демократична република Афганистан.